# 유곽

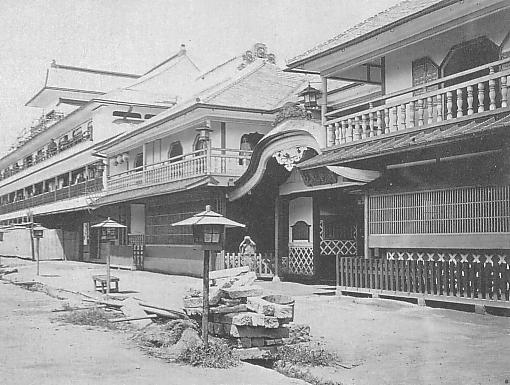
유곽

유곽(일본어: 遊廓 유우카쿠[*])은 전근대 일본 특유의 성매매 업소로, 관의 허가를 받은 창녀들이 한데 모여 매음하던 일종의 공창이다. 그 성립은 아즈치·모모야마 시대로 거슬러 올라간다. 광의적으로는 게이샤가 있는 하나마치 등을 유곽이라 일컫기도 하지만, 이는 보다 상위 개념인 홍등가의 일종이고 유곽은 엄밀히 성매매가 이루어지던 공창이다.

## 같이 보기
- 성매매
- 매춘소
- 가라유키상
- 유곽
  - 요시와라 유곽 (吉原遊廓)
  - 미요자키 유곽 (港崎遊郭)
  - 나카무라 유곽 (中村遊廓)
  - 시마다 모토타로 (조선 평양에서 유곽 등을 운영한 인신매매 성매매업자)
- 문학
  - 영화
    - 《사쿠란》